# میشل کرتون
میشل کرتون (انگلیسی: Michel Creton؛ زادهٔ ۱۷ اوت ۱۹۴۲) بازیگر، بازیگر تئاتر، بازیگر سینما، و بازیگر تلویزیون اهل فرانسه است.
از فیلم‌ها یا برنامه‌های تلویزیونی که وی در آن نقش داشته‌است می‌توان به لباس شب، تنها، کرکس‌ها، راه شیری و آرماگدون اشاره کرد.